# Opomyza nigriventris
Opomyza nigriventris är en tvåvingeart som beskrevs av Friedrich Hermann Loew 1865. Opomyza nigriventris ingår i släktet Opomyza och familjen gräsflugor. Arten har ej påträffats i Sverige. Inga underarter finns listade i Catalogue of Life.